# Vokil
Vokil (Bulgaars: Вокил) is een dorp in het noordoosten van Bulgarije. Het is gelegen in de gemeente Doelovo in de oblast Silistra. Het dorp ligt hemelsbreed ongeveer 41 km ten zuiden van Silistra en 325 km ten noordoosten van de hoofdstad Sofia. 

## Bevolking
Tussen 1934 en 1985 steeg het inwonersaantal continu en bereikte een maximum van 1.746 personen in 1985. In de periode 1984-1989 verlieten relatief veel inwoners het dorp als gevolg van de assimilatiecampagnes van het communistisch regime van Todor Zjivkov, waarbij alle Turken en andere moslims in Bulgarije christelijke of Bulgaarse namen moesten aannemen en afstand moesten doen van islamitische gewoonten. De meeste inwoners verhuisden toen naar Turkije. Na de val van het communisme kwam een nieuw emigratieproces op gang, dit keer vanwege de verslechterde economische situatie in de regio. Het dorp telde in december 2019 1.217 inwoners, een lichte stijging vergeleken met 2011.
|  |

Van de 1.204 inwoners reageerden er 1.139 op de optionele volkstelling van 2011. Van deze 1.139 respondenten identificeerden 1.125 personen zichzelf als Bulgaarse Turken (98,8%), gevolgd door slechts 13 etnische Bulgaren (1,1%) en 1 ondefinieerbare respondent.